# فهرست جنگ‌های ایران

## فهرست
| مناقشه                                                                            | ایران و متحدانش                                                                               | مخالفان | نتایج |
| مادها (۶۷۸–۵۴۹ پیش از میلاد)                                                      | مادها (۶۷۸–۵۴۹ پیش از میلاد)                                                                  | مادها (۶۷۸–۵۴۹ پیش از میلاد)                                                                                   | مادها (۶۷۸–۵۴۹ پیش از میلاد) |
| --------------------------------------------------------------------------------- | --------------------------------------------------------------------------------------------- | --- | --- |
| تهاجم آشور به مادها (اواخر قرن ۷ قبل از میلاد)                                    | پادشاهی ماد                                                                                   | امپراتوری آشور                                                                                                 | شکست - آشوریان، پادشاهی‌ها و دولت-شهرهای غرب ایران را تصرف کردند. |
| قیام مادها علیه آشوریان (۶۵۳ پیش از میلاد)                                        | پادشاهی ماد سکاها قبایل پارس                                                                  | امپراتوری آشور                                                                                                 | پیروزی - آشوریان قست اعظم سرزمین ماد را که در تصرف خود داشتند، از دست دادند، اما با کنار کشیدن سکاها، قیام ناتمام ماند. |
| حمله فرورتیش به آشوریان (۶۵۳ پیش از میلاد)                                        | پادشاهی ماد                                                                                   | امپراتوری آشور                                                                                                 | شکست - ایران در تصرف آشور ناموفق بود و فرورتیش پادشاه ماد کشته شد. |
| حملهٔ سکاها به ایران (۶۲۵–۶۵۳ پیش از میلاد)                                        | پادشاهی ماد                                                                                   | سکاها | پیروزی - سکاها در تصرف ایران ناموفق بودند و مادیا پادشاه سکاها کشته شد. |
| تسخیر آشور توسط ماد و بابل (۶۰۹–۶۱۶ پیش از میلاد)                                 | پادشاهی ماد امپراتوری بابل نو                                                                 | امپراتوری آشور دولت مصر                                                                                        | پیروزی - امپراتوری آشور به‌طور کلی از بین رفت. |
| حمله مادها به لیدیه                                                               | پادشاهی ماد                                                                                   | لیدیه | پیروزی - سرزمین‌های بالای رود هالیس تصرف شد. پادشاهی ماد در بیشترین وسعت خود قرار داشت. |
| محاصره حران (۶۰۹ پیش از میلاد)                                                    | پادشاهی ماد امپراتوری بابل نو                                                                 | امپراتوری آشور دولت مصر                                                                                        | پیروزی - شورش آشوریان شکست خورد و استقلال خود را بازنیافتند. |
| نبرد هالیس (۲۸ می ۵۸۵ ق. م)                                                       | پادشاهی ماد                                                                                   | لیدیه | وضع موجود قبل از جنگ - جنگ به دلیل خورشیدگرفتگی ناتمام ماند. |
| هخامنشیان (۵۵۰–۳۳۰ پیش از میلاد)                                                  |                                                                                               | | |
| شورش پارس‌ها (۵۵۲–۵۴۹ پیش از میلاد)                                                | دوازده قبیله متحد پارس                                                                        | پادشاهی ماد | پیروزی - دولت ماد به‌طور کامل از بین رفت. |
| فتح لیدیه (۵۴۷ پیش از میلاد)                                                      | شاهنشاهی هخامنشی                                                                              | امپراتوری لیدیه                                                                                                | پیروزی - لیدیه توسط ایران ضمیمه شد. |
| فتح بابل (۵۴۰–۵۳۹ پیش از میلاد)                                                   | شاهنشاهی هخامنشی                                                                              | امپراتوری بابل نو                                                                                              | پیروزی - دولت بابل بدون جنگ توسط کوروش بزرگ فتح شد. |
| جنگ با سکاها (۵۲۹–۵۳۷ پیش از میلاد)                                               | شاهنشاهی هخامنشی                                                                              | سکاها پادشاهی                                                                                                  | شکست - احتمالاً کوروش در جنگ کشته شد. |
| فتح مصر (۵۲۵ پیش از میلاد)                                                        | شاهنشاهی هخامنشی                                                                              | پادشاهی مصر | پیروزی - مصر توسط کمبوجیه دوم ضمیمه ایران شد. |
| شورش ساتراپی‌ها (۵۱۸ پیش از میلاد)                                                 | شاهنشاهی هخامنشی                                                                              | ساتراپ‌های تابع هخامنشیان                                                                                       | پیروزی - داریوش بزرگ طی ۱۹ نبرد شورش را سرکوب کرد. |
| تهاجم به هند (۵۱۸ پیش از میلاد)                                                   | شاهنشاهی هخامنشی                                                                              | ماهاجاناپاداها                                                                                                 | پیروزی - گنداره و تاکسیلا توسط ایران ضمیمه شد. |
| حملهٔ ایران به سکاهای اروپا (۵۱۳ پیش از میلاد)                                     | شاهنشاهی هخامنشی                                                                              | سکاها | پیروزی - سرزمین‌های اطراف دریای سیاه ضمیمه ایران شد و خطر حمله سکاها به ایران کاهش یافت. |
| شورش ایونیان (۴۹۹–۴۴۹ پیش از میلاد)                                               | شاهنشاهی هخامنشی                                                                              | یونان باستان ایونیا قبرس                                                                                       | پیروزی - هخامنشیان کنترل خود را بر مناطق یونانی نشین شورش کرده در آسیای کوچک و قبرس دوباره به‌دست آوردند. |
| نخستین حملهٔ ایران به یونان (۴۹۲–۴۹۰ پیش از میلاد)                                 | شاهنشاهی هخامنشی                                                                              | آتن و دیگر دولت‌شهرهای یونانی                                                                                   | پیروزی - فتح مقدونیه و جزایر سیلکیدز توسط ایران و تثبیت قدرت شاهنشاهی ایران در تراکیه و دریای اژه. |
| دومین حملهٔ ایران به یونان (۴۸۰–۴۷۹ پیش از میلاد)                                  | شاهنشاهی هخامنشی                                                                              | آتن اسپارت سایر دولت‌شهرهای یونانی                                                                              | شکست - آتن و اسپارت ضمیمه ایران شدند اما ایران به‌سرعت آنها را از دست داد، همچنین، مقدونیه، تراکیه و ایونیا دوباره استقلال خود را از ایران به دست آوردند. |
| جنگ پلوپونز (۴۳۱–۴۰۴ پیش از میلاد)                                                | اسپارت و اتحادیه پلوپونزی شاهنشاهی هخامنشی (پشتیبانی)                                         | آتن و اتحادیه دلوس                                                                                             | پیروزی - هخامنشیان با کمک‌های پنهانی به دوطرف نبرد و به درازا کشاندن جنگ، موجب ویرانی هرچه بیشتر یونان طی جنگ داخلی یونان شدند. در نهایت اتحادیه پلوپونزی پیروز شد. |
| نبرد کوناکسا (۴۰۱ پیش از میلاد)                                                   | شاهنشاهی هخامنشی                                                                              | کوروش کوچک | پیروزی - اردشیر دوم سلطنت خود را تثبیت کرد. |
| نبردهای کورنتیان (۳۹۵–۳۸۷ پیش از میلاد)                                           | آتن و متحدان شاهنشاهی هخامنشی (پشتیبانی)                                                      | اسپارت و اتحادیه پلوپونزی                                                                                      | پیروزی - صلح آنتالکیداس توسط ایران به طرفین تحمیل شد. ایونیا ضمیمه ایران شد، اتحادیهٔ بویوتیا منحل شد اتحاد آرگوس و کورینتوس از بین رفت. |
| اردوکشی اردشیر دوم علیه کادوسیان (۳۸۵ پیش از میلاد)                               | شاهنشاهی هخامنشی                                                                              | کادوسیان | پیروزی و موفقیت دیپلماتیک - کادوسیان تسلیم هخامنشیان شدند. |
| شورش ساتراپ‌ها (۳۷۲–۳۶۲ پیش از میلاد)                                              | شاهنشاهی هخامنشی                                                                              | ساتراپ‌های شورشی                                                                                                | پیروزی - شورش‌ها شکست خوردند. |
| نبرد پلوزیوم (۳۴۳ پیش از میلاد)                                                   | شاهنشاهی هخامنشی                                                                              | مصر | پیروزی - شورش مصر شکست خورد و مصر دوباره ضمیمه ایران شد. |
| حمله اسکندر مقدونی به ایران (۳۵۵–۳۲۸ پیش از میلاد)                                | شاهنشاهی هخامنشی                                                                              | مقدونیه | شکست - ایران توسط ارتش اسکندر مقدونی فتح شد. |
| اشکانیان (۲۴۷–۲۲۴ پیش از میلاد)                                                   |                                                                                               | | |
| جنگ‌های ایران و سلوکیان (۲۳۸–۱۲۹ پیش از میلاد)                                     | شاهنشاهی اشکانی                                                                               | امپراتوری سلوکی                                                                                                | پیروزی - اخراج سلوکیان از ایران. |
| دومین جنگ مهرداد با سلوکیان (۱۱۷–۱۱۳ سال پ. م)                                    | شاهنشاهی اشکانی                                                                               | امپراتوری سلوکی                                                                                                | پیروزی - تمام متصرفات سلوکی در میانرودان تسخیر می‌شود و ایران برای بار نخست، هم‌مرز دولت روم می‌شود. |
| فتح ارمنستان(۱۱۲ تا ۱۰۹پیش از میلاد)                                              | شاهنشاهی اشکانی                                                                               | ارمنستان بزرگ                                                                                                  | پیروزی - تمام ارمنستان اشغال می‌شود. |
| نبرد با سکاها(۱۰۹ تا ۱۰۷ پیش از میلاد)                                            | شاهنشاهی اشکانی                                                                               | سکاها | پیروزی - سکاها شکست سهمگینی می‌خورند و از سیحون عقب رانده می‌شوند و دولت جدید سکستان وابسته به ایران می‌شود. |
| حملهٔ امپراتور وو به ایران (۱۰۴–۱۰۲ پ. م)                                          | شاهنشاهی اشکانی                                                                               | امپراتوری چین                                                                                                  | پیروزی - چینیان شکست خورده و از سغد عقب رانده می‌شوند و با ایران صلح می‌کنند. |
| نبرد حران (کاره) ۵۳ سال پ. م                                                      | شاهنشاهی اشکانی                                                                               | جمهوری روم | پیروزی - نخستین جنگ ایران و روم که به پیروزی قطعی ایران و شکست فاحش رومیان ختم می‌شود. |
| جنگ پارتی–ارمنی (۸۷–۸۵ پیش از میلاد)                                              | شاهنشاهی اشکانی                                                                               | ارمنستان بزرگ                                                                                                  | شکست - گشودن اسروئن و آتورپاتکان به‌دست تیگران نه دوم. |
| جنگ‌های اشکانیان و رومی‌ها (۶۶ پیش از میلاد-۲۱۷)                                    | شاهنشاهی اشکانی ارمنستان بزرگ                                                                 | جمهوری روم پنتوس                                                                                               | وضع موجود قبل از جنگ - شهرهای مرزی چندین بار دست به دست شد. |
| حملهٔ روم به ایران (۲۱۶–۲۱۷ م)                                                     | شاهنشاهی اشکانی                                                                               | امپراتوری روم                                                                                                  | پیروزی - امپراتوری روم خراج‌گذار ایران شد. |
| نبرد هرمزدگان (۲۲۴)                                                               | شاهنشاهی اشکانی                                                                               | ساسانیان | تغییر حکومت - سقوط اشکانیان - ظهور ساسانیان |
| ساسانیان (۲۲۴–۶۵۱)                                                                |                                                                                               | | |
| جنگ‌های ایران و روم (۲۳۲–۴۴۰)                                                      | ساسانیان                                                                                      | امپراتوری روم                                                                                                  | وضع موجود قبل از جنگ - مرزهای دو امپراتوری چندین بار تغییر کرد. |
| نبرد باربالیسوس (۲۵۳)                                                             | ساسانیان                                                                                      | امپراتوری روم                                                                                                  | پیروزی - سپاه شاپور یکم بر سپاه والرین پیروز شد. |
| نبرد ادسا (۲۶۰)                                                                   | ساسانیان                                                                                      | امپراتوری روم                                                                                                  | پیروزی - والرین اسیر شد. |
| جنگ شاپور دوم با اعراب (۳۲۵)                                                      | ساسانیان                                                                                      | اعراب | پیروزی - امپراتوری ساسانی در مناطق عرب نشین جناح‌های متعدد برپا می‌دارد. |
| جنگ‌های ایران و روم شرقی (۵۰۲–۶۲۸)                                                 | ساسانیان                                                                                      | امپراتوری روم شرقی                                                                                             | وضع موجود قبل از جنگ - بیزانس در آستانه فروپاشی بود اما با قتل خسروپرویز ایران و روم صلح کردند. |
| جنگ آناستازی (۵۰۲–۵۰۶)                                                            | ساسانیان                                                                                      | امپراتوری روم شرقی                                                                                             | پیروزی - ساسانیان تئودوسیوپولیس و مارتیروپولیس را تصرف کردند. امپراتوری روم شرقی ۱۰۰۰ پوند طلا به ساسانیان پرداخت کرد. |
| جنگ ایبری (۵۲۶–۵۳۲)                                                               | ساسانیان                                                                                      | امپراتوری روم شرقی                                                                                             | پیروزی - ساسانیان ایبری و بیزانسی‌ها لازستان را حفظ کردند. - انعقاد صلح همیشگی (۵۳۲) و پرداخت ۵۰۰۰ کیلوگرم طلا توسط امپراتوری روم شرقی به ساسانیان |
| جنگ لازستان (۵۴۱–۵۶۲)                                                             | ساسانیان                                                                                      | امپراتوری روم شرقی                                                                                             | پیروزی - پیمان‌نامه صلح پنجاه‌ساله |
| جنگ ساسانیان و هپتالیان (۵۵۷)                                                     | ساسانیان گوک‌ترک‌ها                                                                             | هپتالیان | پیروزی - هپتالیان به پادشاهی کوچکی تبدیل شدند و قلمروشان ضمیمه ایران و ترک‌ها شد. |
| جنگ‌های ایران و حبشه (۵۷۰–۵۷۸)                                                     | ساسانیان                                                                                      | امپراتوری اکسوم امپراتوری بیزانس                                                                               | پیروزی - بیرون راندن امپراتوری اکسوم از یمن و فتح یمن. |
| جنگ ایران و روم (۵۹۱–۵۷۲)                                                         | ساسانیان                                                                                      | امپراتوری روم شرقی                                                                                             | شکست - خسرو پرویز تاج و تخت ساسانی را پس گرفت. - خسرو پرویز بیشتر ارمنستان ایران و نیمه غربی پادشاهی ایبری را به امپراتوری روم شرقی داد. |
| نخستین جنگ ایران و ترکان (۵۸۸–۵۸۹)                                                | ساسانیان                                                                                      | هپتالیان گوک‌ترک‌ها                                                                                              | پیروزی - ساسانیان، بلخ و سمرقند را تسخیر نمودند. |
| جنگ شاهنشاهی ساسانی و امپراتوری بیزانس (۶۰۲–۶۲۸)                                  | ساسانیان                                                                                      | امپراتوری روم شرقی                                                                                             | وضع موجود قبل از جنگ - ساسانیان موافقت کردند که از تمام سرزمین‌های اشغالی عقب‌نشینی کنند و صلیب راستین را بازگردانند. - تهاجم ایرانیان به امپراتوری بیزانس پس از موفقیت‌های اولیه در فتح شام، مصر و بسیاری از آناتولی دفع شد. - آغاز جنگ داخلی ساسانیان (۶۲۸–۶۳۲) - فرسودگی هر دو امپراتوری و آسیب‌پذیری آنها در برابر فتوحات اولیه مسلمانان در دوره خلافت راشدین. |
| دومین جنگ ایران و ترکان (۶۰۶–۶۰۸)                                                 | ساسانیان                                                                                      | خاقانات غربی ترک هپتالیان                                                                                      | پیروزی - حملهٔ ترکان به ایران شکست می‌خورد. |
| سومین جنگ ایران و ترکان (۶۲۷–۶۲۹)                                                 | ساسانیان                                                                                      | خاقانات غربی ترک امپراتوری بیزانس دودمان تانگ(چین) خزرها                                                       | بی‌نتیجه - ایران در نبرد با خاقانات ترک شکست خورد و قفقاز را از دست داد. - پیروزی بر خزرها و عقب‌نشینی خزرها - بازگشت به وضعیت پیش از نبرد در جنگ با بیزانس - سپاهیان چین و ایران رودرو نبرد نکردند اما چینیان متحد ایران را از بین بردند. |
| حمله اعراب به ایران (۶۳۳–۶۴۴)                                                     | ساسانیان و مسیحیان عرب                                                                        | خلفای راشدین                                                                                                   | شکست - سقوط امپراتوری ساسانی |
| صفاریان (۸۶۱–۱۰۰۳)                                                                |                                                                                               | | |
| نبرد بیضا (۸۷۵)                                                                   | صفاریان                                                                                       | خوارج خلافت عباسی                                                                                              | پیروزی • پیروزی صفاریان. |
| نبرد دیرالعاقول (۸۷۶)                                                             | صفاریان                                                                                       | خلافت عباسی | شکست • پیروزی خلفای عباسی. |
| نبرد رزم رود (۲۸۶) ه ق                                                            | صفاریان                                                                                       | سامانیان | شکست • پیروزی قاطع سامانیان. |
| نبرد بلخ (۲۸۷) ه ق                                                                | صفاریان                                                                                       | سامانیان | شکست • صفاریان قلمرو های گسترده ای در خراسان از دست دادند. |
| غزنویان (۹۶۲–۱۱۸۶)                                                                |                                                                                               | | |
| لشکر کشی سلطان محمود غزنوی به هند (۱۰۰۵–۱۰۲۷)                                     | غزنویان                                                                                       | هندوستان | پیروزی - بخش‌های شمالی هند توسط ایران ضمیمه شد. معبد سومنات تخریب شد و گنج‌های آن غارت شد. |
| نبرد سرخس (۱۰۳۸)                                                                  | غزنویان                                                                                       | سلجوقیان | شکست • پیروزی قاطع سلجوقیان. |
| نبرد دندانقان (۱۱۴۰)                                                              | غزنویان                                                                                       | سلجوقیان | تغییر حکومت - ظهور سلجوقیان در ایران |
| سلجوقیان (۱۰۳۷–۱۱۹۴)                                                              |                                                                                               | | |
| نبرد ملازگرد (۱۰۷۱)                                                               | سلجوقیان                                                                                      | امپراتوری بیزانس                                                                                               | پیروزی - ایران بیشتر آناتولی را تصرف کرد. این نبرد مقدمه ای برای جنگ‌های صلیبی بود. |
| نخستین جنگ صلیبی (۱۰۹۶–۱۰۹۹)                                                      | سلجوقیان عباسیان فاطمیان دانشمندیان معنیون                                                    | صلیبیون متحدین شرقی                                                                                            | شکست - اورشلیم و سرزمین‌های اطراف آن توسط صلیبیون فتح شد. |
| نخستین محاصره بغداد (۱۱۳۶)                                                        | سلجوقیان                                                                                      | خلافت عباسی | پیروزی - راشد بالله از بغداد به موصل گریخت و در آنجا خلافت را کنار گذاشت. عموی او مقتفی به خلافت رسید. |
| جنگ صلیبی دوم (جبهه شرقی) (۱۱۴۷–۱۱۴۹)                                             | سلجوقیان سلجوقیان روم عباسیان فاطمیان زنگیان اتابکان دمشق                                     | صلیبیون دولت‌های صلیبی شام                                                                                      | پیروزی - صلیبیون در فتح ادسا ناکام بودند. میان امپراتوری بیزانس و سلجوقیان روم معاهده صلح وضع شد. |
| خوارزمشاهیان (۱۰۷۷–۱۲۳۱)                                                          |                                                                                               | | |
| حمله مغول به ایران (۱۲۱۸–۱۲۲۱)                                                    | خوارزمشاهیان                                                                                  | امپراتوری مغول                                                                                                 | شکست - ایران به قلمروی امپراتوری مغول اضافه شد. |
| تیموریان (۱۳۷۰–۱۵۰۷)                                                              |                                                                                               | | |
| لشکرکشی تیمور گورکانی (۱۳۸۰–۱۴۰۲)                                                 | تیموریان                                                                                      | اردوی زرین امپراتوری عثمانی مظفریان جلایریان تغلق‌شاهیان                                                        | پیروزی - ظهور تیموریان در ایران. - پیروزی - نبرد آنکارا - امپراتوری عثمانی از امپراتوری تیموریان شکست خورد - سلطنت دهلی خراجگزار ایران شد. - جنگ داخلی عثمانی شروع شد. |
| سقوط اصفهان (۱۳۸۷)                                                                | تیموریان                                                                                      | آل مظفر | پیروزی • اصفهان و پیرامونش به تیموریان پیوست. |
| نبرد نخجوان (۱۴۰۶)                                                                | تیموریان                                                                                      | قراقویونلو ها                                                                                                  | شکست • ‌پیروزی قراقویونلو ها و فتح تبریز |
| جنگ ترناب (۱۴۴۸)                                                                  | تیموریان                                                                                      | تیموریان خراسان بزرگ                                                                                           | پیروزی • پیروزی تیموریان سمرقند. |
| جنگ‌های داخلی تیموریان (۱۴۰۵-~۱۵۰۱)                                                | تیموریان                                                                                      | طرف‌های ضدّ حکومت                                                                                                | فروپاشی تیموریان - ظهور حکومت شیعه صفویان. |
| صفویان (۱۵۰۱–۱۷۰۹)                                                                |                                                                                               | | |
| جنگ‌های ایران و ازبکان (۱۵۰۲–۱۵۱۰)                                                 | صفویان                                                                                        | شیبانیان | پیروزی - سقوط شیبانیان. |
| جنگ چالدران (۱۵۱۴)                                                                | صفویان                                                                                        | امپراتوری عثمانی                                                                                               | شکست - جدایی بخشی از کردستان از ایران |
| جنگ صفویان و عثمانی (۱۵۳۲) (۱۵۳۲–۱۵۵۵)                                            | صفویان                                                                                        | امپراتوری عثمانی                                                                                               | شکست - صلح و بستن پیمان آماسیه |
| نبرد جام (۱۵۲۸)                                                                   | صفویان                                                                                        | ازبک‌ها | پیروزی - شکست ازبک‌ها و تصرف دوباره هرات |
| جنگ صفویان و عثمانی (۱۵۷۸) (۱۵۷۸–۱۵۹۰)                                            | صفویان پادشاهی کارتلی                                                                         | امپراتوری عثمانی خانات کریمه                                                                                   | شکست - عهدنامه کنستانتینوپل (۱۵۹۰). |
| جنگ صفویان و عثمانی (۱۶۰۳) (۱۶۰۳–۱۶۱۸)                                            | صفویان                                                                                        | امپراتوری عثمانی                                                                                               | پیروزی - ایرانیان سرتاسر قفقاز، میان‌رودان، و ناحیه آناتولی شرقی را دوباره به‌دست آوردند. |
| جنگ صفویان و امپراتوری پرتغال (۱۶۲۲)                                              | صفویان کمپانی هند شرقی بریتانیا                                                               | امپراتوری پرتغال                                                                                               | پیروزی - شکست امپراتوری پرتغال و پس‌گیری جزیره هرمز |
| جنگ ایران و گورکانیان هند (۱۶۲۳–۱۶۲۲)                                             | صفویان                                                                                        | امپراتوری گورکانی                                                                                              | پیروزی - فتح قندهار به دست صفویان |
| جنگ ایران و عثمانی (۱۶۲۳) (۱۶۲۳–۱۶۳۹)                                             | صفویان                                                                                        | امپراتوری عثمانی                                                                                               | شکست - عهدنامه ای تحت عنوان مالکیت عثمانی بر قفقاز; شرق گرجستان و ارمنستان غربی، هنگامی‌که ارمنستان شرقی، داغستان، شرق و جنوب گرجستان، و جمهوری آذربایجان برای ایران باقی ماند نوشته شد و همچنین عثمانی حاکمیت ناحیه میان‌رودان را به دست گرفت. |
| جنگ ایران و روسیه تزاری (۱۶۵۳–۱۶۵۱)                                               | صفویان                                                                                        | روسیه تزاری | پیروزی - صفویان قلعه روسیه را در حاشیه رود ترک تخریب می‌کنند و روس‌ها را از پادگان بیرون می‌کنند. |
| جنگ ایران و گورکانیان هند (۱۶۵۳–۱۶۴۹)                                             | صفویان                                                                                        | امپراتوری گورکانی                                                                                              | پیروزی - بازپس‌گیری قندهار به دست صفویان |
| جنگ ایران و روسیه (۱۷۲۳–۱۷۲۲) (۱۷۲۲–۱۷۲۳)                                         | صفویان                                                                                        | امپراتوری روسیه · قزاق‌ها · گرجستان · ارمنستان                                                                  | شکست - انعقاد عهدنامه سنت پترزبورگ (۱۷۲۳) |
| جنگ صفویان و هوتکیان (۱۷۲۲)                                                       | صفویان                                                                                        | هوتکیان | تغییر حکومت - تصرف اصفهان به‌دست افغان‌ها و پایان حکومت صفوی. |
| هوتکیان (۱۷۰۹–۱۷۳۸)                                                               |                                                                                               | | |
| جنگ هوتکیان و عثمانی ۱۷۲۲ (۱۷۲۲–۱۷۲۷)                                             | هوتکیان                                                                                       | امپراتوری عثمانی                                                                                               | پیروزی - هوتکیان امپراتوری عثمانی را شکست دادند. |
| حملهٔ نادر به هوتکیان (دهه ۱۷۲۰–۱۷۳۸)                                              | هوتکیان                                                                                       | افشاریان | تغییر حکومت - پایان حکومت هوتکیان در ایران و ظهور حکومت افشاریان. |
| صفویان (دوره دوم) (۱۷۲۹–۱۷۳۶)                                                     |                                                                                               | | |
| بازگشت صفویان (۱۵۰۲–۱۵۱۰)                                                         | صفویان (نادر)                                                                                 | هوتکیان · امپراتوری عثمانی                                                                                     | پیروزی - تهماسب دوم توسط نادر به تخت پادشاهی بازگردانده شد. |
| جنگ نادر و عثمانی ۱۷۳۰ (۱۷۳۰–۱۷۳۵)                                                | صفویان (نادر)                                                                                 | امپراتوری عثمانی                                                                                               | پیروزی - افشاریان قفقاز را تسخیر نمودند. |
| افشاریان (۱۷۳۶–۱۷۹۶)                                                              |                                                                                               | | |
| محاصره قندهار (۱۷۳۷–۱۷۳۸)                                                         | افشاریان                                                                                      | هوتکیان | پیروزی - نابودی سلسله هوتکیان |
| نبرد کرنال (۱۷۳۸–۱۷۳۹)                                                            | افشاریان                                                                                      | گورکانیان | پیروزی - تصرف دهلی و پرداخت غرامت توسط امپراتوری هند به امپراتوری افشاری، افشاریان حکومت گورکانیان را تضعیف کردند. |
| هجوم به سند (۱۷۳۹)                                                                | افشاریان                                                                                      | خانات بلوچ | پیروزی - پس از بازگشت از هندوستان، برای منقاد ساختن قلمرویی که از هند گرفته بود (تمام نواحی شرق رود سند) به‌طور عملی، به خان نشین‌های بلوچ کناره رود سند هجوم برد. |
| فتح خلیج فارس (۱۷۳۸–۱۷۴۷)                                                         | افشاریان                                                                                      | سلطان‌نشین مسقط · امامت عمان · دزدان دریایی عرب                                                                 | پیروزی - بیشتر سرزمین‌های جنوب خلیج فارس به ایران ضمیمه شدند |
| لشکرکشی نادرشاه به فرارود (۱۷۳۷–۱۷۴۰)                                             | افشاریان                                                                                      | خانات بخارا · خانات خیوه                                                                                       | پیروزی - افشاریان فرارود، خانات خیوه و خانات بخارا را به خاک خود افزودند. |
| جنگ‌های نادرشاه در داغستان (۱۷۴۱–۱۷۴۵)                                             | افشاریان                                                                                      | لزگیستان · خانات آوار · خانات لاک · خانات الیسو · خانات شکی                                                    | پیروزی - داغستان ضمیمه ایران شد. |
| جنگ ایران و عثمانی (۱۷۴۳–۱۷۴۶)                                                    | افشاریان                                                                                      | امپراتوری عثمانی خانات کریمه                                                                                   | پیروزی - عهدنامه گردان |
| جنگ داخلی میان افشاریان و قاجاریان (۱۷۸۴–۱۷۹۶)                                    | افشاریان                                                                                      | بختیاری‌ها | تغییر حکومت - اصفهان، شیراز و بندرهای خلیج فارس توسط علیمردان خان بختیاری تصرف شد. آخرین شاه افشاریان توسط فتحعلی خان قاجار کشته شد. |
| سلسله زندیه (۱۷۵۱–۱۷۹۴)                                                           |                                                                                               | | |
| نبرد ایران و عثمانی (۱۷۷۶–۱۷۷۵)                                                   | سلسله زندیه                                                                                   | امپراتوری عثمانی                                                                                               | پیروزی - بصره ضمیمه ایران شد. |
| جنگ ایران و هلند (۱۷۶۶)                                                           | سلسله زندیه                                                                                   | امپراتوری هلند                                                                                                 | پیروزی - ایران جزیره خارگ را از هلند پس گرفت. |
| قاجاریان (۱۷۸۵–۱۹۲۵)                                                              |                                                                                               | | |
| نبرد کرتسانیسی (۱۷۹۵)                                                             | قاجاریان                                                                                      | پادشاهی کارتلی-کاختی پادشاهی ایمرتی                                                                            | پیروزی - فتح تفلیس توسّط ارتش ایران. - ایرانیان قفقاز و گرجستان را دوباره فتح نمودند. |
| اردوکشی ارتش ایران به قفقاز (۱۷۹۶) (۱۷۹۶)                                         | قاجاریان                                                                                      | امپراتوری روسیه                                                                                                | پیروزی - روسیه ایران را ترک کرد. |
| جنگ اول ایران و روسیه (۱۸۰۴) (۱۸۰۴–۱۸۱۳)                                          | قاجاریان                                                                                      | امپراتوری روسیه                                                                                                | شکست - پیوستن گرجستان، داغستان و بخش‌هایی از آذربایجان به روسیه (عهدنامه گلستان) |
| جنگ ایران و عثمانی (۱۸۲۱) (۱۸۲۱–۱۸۲۳)                                             | قاجاریان                                                                                      | امپراتوری عثمانی                                                                                               | پیروزی - عهدنامه ارزروم |
| دوره دوم جنگ‌های ایران و روسیه (۱۸۲۸–۱۸۲۶)                                         | قاجاریان                                                                                      | امپراتوری روسیه                                                                                                | شکست - عهدنامه ترکمانچای. |
| اولین نبرد ایران و انگلستان (۱۸۳۸)                                                | قاجاریان                                                                                      | افغانستان | شکست - از دست دادن هرات. |
| دومین نبرد ایران و انگلستان (۱۸۵۶–۱۸۵۷)                                           | قاجاریان                                                                                      | بریتانیا کمپانی هند شرقی افغانستان                                                                             | شکست - ازدست‌دادن افغانستان. |
| جنگ خوشاب (هشتم فوریه ۱۸۵۷)                                                       | بوشهر                                                                                         | بریتانیا کمپانی هند شرقی                                                                                       | پیروزی - خروج انگلستان از جنوب ایران. |
| پهلوی (۱۹۲۵–۱۹۷۹)                                                                 |                                                                                               | | |
| اشغال ایران در جنگ جهانی دوم (۱۹۴۱)                                               | ایران                                                                                         | اتحاد جماهیر شوروی · بریتانیا · هندراج بریتانیا                                                                | شکست - کناره‌گیری رضاشاه، اشغال ایران توسّط متّفقین جنگ جهانی دوّم. |
| غائله آذربایجان (۱۹۴۵–۱۹۴۶)                                                       | ایران                                                                                         | مهاباد · آذربایجان اتحاد جماهیر شوروی                                                                          | پیروزی - جمهوری مهاباد و حکومت خودمختار آذربایجان فروپاشیدند. |
| جنگ ظفار (۱۹۶۳–۱۹۷۶) - مداخله ایران در جنگ ظفار                                   | ایران · عمان                                                                                  | شورشیان ظفار · اتحاد جماهیر شوروی · چین · یمن جنوبی                                                            | پیروزی - شورشیان شکست خوردند و عمان نوسازی شد. |
| درگیری‌های ۱۹۷۵–۱۹۷۴ اروندرود                                                      | ایران                                                                                         | عراق | پیروزی - شکست عراق و مجبور شدن صدام حسین به امضای عهدنامه الجزایر |
| جمهوری اسلامی ایران (۱۹۷۹–اکنون)                                                  |                                                                                               | | |
| جنگ ایران و عراق (۱۹۸۰–۱۹۸۸)                                                      | ایران · حدک · اتحادیه میهنی کردستان · سازمان بدر                                              | عراق · مجاهدین خلق · حزب دموکرات کردستان ایران                                                                 | آتش‌بس - هردو کشور ایران و عراق، قطعنامه ۵۹۸ شورای امنیت را پذیرفتند. - اوضاع دو کشور به وضعیت پیش از جنگ بازگشت. (مشاهده شده توسط گروه ناظر نظامی سازمان ملل متحد) |
| شورش سیستان و بلوچستان (۲۰۰۴–۲۰۰۵)                                                | ایران                                                                                         | جندالله | پیروزی - دستگیری عبدالمالک ریگی - انحلال جندالله |
| جنگ ۲۰۰۶ اسرائیل و لبنان                                                          | حزب‌الله · ایران · لبنان                                                                       | اسرائیل | آتش‌بس - سازمان ملل از طریق قطعنامه ۱۷۰۱ شورای امنیت، آتش‌بس برقرار کرد. |
| درگیری ایران و حزب حیات آزاد کردستان (۲۰۰۴–اکنون)                                 | ایران                                                                                         | پژاک | در جریان |
| جنگ داخلی سوریه (۲۰۱۱–اکنون)                                                      | سوریه · حزب‌الله لبنان · ایران                                                                 | جبهه اسلامی ارتش آزاد سوریه · جبهه النصره · داعش                                                               | شکست - سقوط رژیم اسد در پی حملات ۲۰۲۴ اپوزیسیون سوریه - عقب‌نشینی جمهوری اسلامی و تصرف سوریه توسط شورشیان |
| جنگ در عراق (۲۰۱۳–۲۰۱۷) - مداخله ایران در عراق (۲۰۱۴–اکنون) - بخشی از جنگ با داعش | عراق · اقلیم کردستان عراق · ایران · عصائب اهل حق · سازمان بدر · حزب‌الله لبنان · کتائب حزب‌الله | داعش | پیروزی - بازپس‌گیری کامل قلمروی داعش در عراق |
| جنگ داخلی یمن (۲۰۱۴–اکنون)                                                        | جنبش حوثی‌ها · ایران · حزب‌الله لبنان · عراق · کره شمالی · سوریه                                | دولت یمن · عربستان سعودی · امارات متحده عربی · سنگال · سودان (۲۰۱۵–۲۰۱۹) · مراکش (۲۰۱۵–۲۰۱۹) · قطر (۲۰۱۵–۲۰۱۷) | در جریان - حوثی‌ها، کنترل صنعا، پایتخت یمن را به دست گرفتند. - نیروهای ائتلاف به رهبری عربستان سعودی برای بازگرداندن دولت با رهبری هادی/علیمی در یمن، مداخله می‌کنند. - رئیس‌جمهور سابق، علی عبدالله صالح کشته شد. |
| درگیری ۲۰۲۴ ایران و اسرائیل                                                       | ایران · حمایت: · سوریه · جنبش حوثی‌ها · حزب‌الله لبنان · مقاومت اسلامی عراق                     | اسرائیل · حمایت: · ایالات متحده آمریکا · بریتانیا · فرانسه                                                     | توقف درگیری - کاهش تنش به سطح نیابتی |

## نگارخانه

نبردها و تکامل سرزمینی مادها
نبردها و تکامل سرزمینی هخامنشیان
نبردها و تکامل سرزمینی اشکانیان
نبردها و تکامل سرزمینی ساسانیان